# Direct Énergie

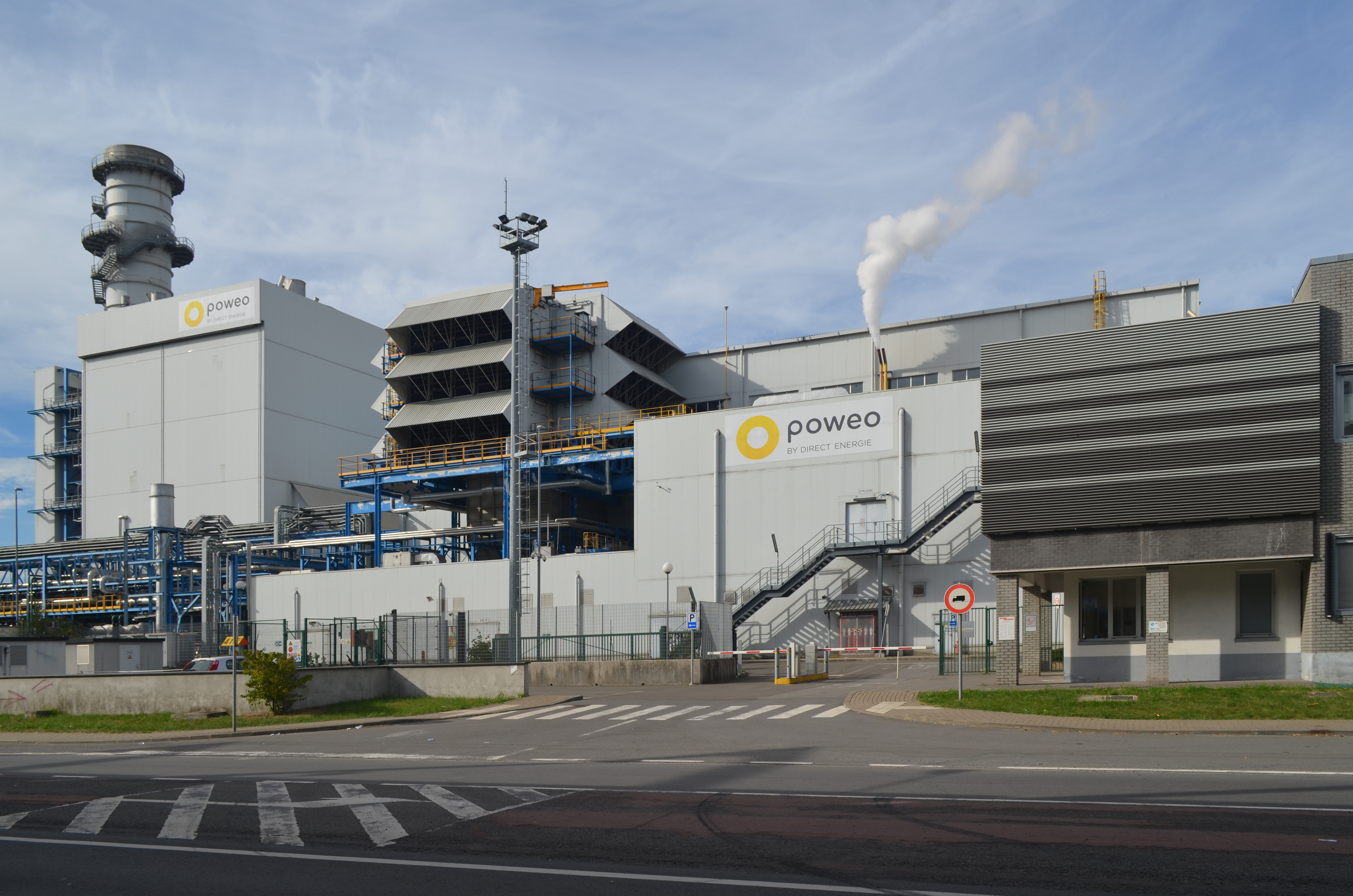
Centrale energetica di Marchienne-au-Pont (Charleroi)

Direct Énergie è un'azienda francese del settore energetico, attiva nella produzione, distribuzione e fornitura di elettricità e gas naturale, presente in Francia e Belgio (Poweo).
Direct Énergie è, al 2018, il terzo fornitore di energia (elettricità e gas) in Francia, dopo EDF ed Engie; altri fornitori sono: Alterna, Butagaz (da ottobre 2017), ekWateur (dal settembre 2016), Eni (da marzo 2017), Total Spring (da ottobre 2017) e Vattenfall (da ottobre 2018).
L'azienda è stata creata nel marzo 2003 a seguito della deregolamentazione del mercato dell'elettricità in Francia, che mette fine al monopolio di EDF e GDF. Dopo aver inizialmente commercializzato delle offerte di elettricità, l'azienda lancia nel 2009 delle offerte di gas. Inoltre, a partire dal 2008 l'azienda si impegna nella produzione di elettricità. Nel 2011, Direct Énergie acquista l'azienda concorrente Poweo, con la quale si fonde l'anno seguente. Nel 2014, l'azienda inizia la commercializzazione di elettricità in Belgio, col marchio Poweo. Nel 2018, Total acquisisce Direct Énergie.
Direct Énergie conta, a fine 2017, 2,6 milioni di clienti in Francia ed in Belgio, ai quali ha fornito 22,6 TWh di energia, in parte prodotta dall'azienda stessa grazie a centrali CCGT ed a energie rinnovabili.

## Storia

### Inizi di Direct Énergie
Nel contesto della deregolamentazione del mercato dell'elettricità in Francia (1999-2007), che mette fine al monopolio di Électricité de France (elettricità) e Gaz de France (gas), nel giugno 2002 è creata Poweo e nel marzo 2003 è creata Direct Énergie.
Nel marzo 2003, i tre amici Xavier Caïtucoli, Fabien Choné e Thierry Roussel fondano Direct Énergie, un nuovo fornitore di elettricità alternativo. L'idea è venuta loro un anno prima, durante una cena, dopo aver visto un reportage televisivo che annunciava la liberalizzazione del mercato dell'elettricità in Francia e quindi la fine del monopolio degli operatori storici. Nel 2004, la nuova società  sigla i suoi primi contratti di fornitura di elettricità con delle PMI. Lo stesso anno, essa sigla dei partenariati commerciali con la Fédération Nationale de l'Epicerie e Tele2, per meglio farsi conoscere presso i loro clienti.
Il 24 febbraio 2004, con una offerta pubblica iniziale, la società Poweo SA è quotata alla borsa di Parigi, sul mercato libero "Marché libre", per poi passare nel 2005 sul mercato regolato ma non regolamentato "Alternext".
Nel 2005, l'azienda stabilizza i suoi contratti di approvvigionamento in elettricità con i produttori EDF, Total ed Enel. Nel 2006, il gruppo Louis Dreyfus diventa l'azionista di riferimento di Direct Énergie a seguito di un aumento di capitale. L'anno seguente, nel 2007, è la società di investimento François Premier Energie che diventa un azionista di riferimento. Poi, nel 2008, il gruppo svizzero EBM Trirhena AG fa il suo ingresso nel capitale.
Nel febbraio 2007, Direct Énergie si rivolge al Conseil de la concurrence per denunciare un abuso di posizione dominante di EDF. L'offerta all'ingrosso di fornitura di elettricità dell'operatore storico non permette agli operatori alternativi di proporre delle tariffe al dettaglio competitite. Il Conseil de la concurrence forza quindi EDF a fare un'offerta pubblica aperta a tutti i fornitori per permettere loro di essere competitivi. Così, l'anno seguente, Direct Énergie acquista all'asta 645 MW di elettricità (da fonte nucleare) ad EDF.
Nell'estate 2008, l'azienda crea la società Neoen (per "néo-énergies"), una filiale specializzate nella produzione di energie rinnovabili. Quest'ultima prevede di svilupparsi nel solare fotovoltaico, nell'eolico, anche offshore, e nella biomassa con il biogas. Essa gestisce all'epoca già due parchi eolici nell'Aveyron (La Fage e Puech) di una potenza cumulata di 16 MW e costruisce una centrale elettrica fotovoltaica in Normandia. L'anno seguente, il Crédit Agricole e il gruppo Louis Dreyfus entrano nel capitale della filiale, apportandovi 10 milioni di euro ciascuno.
Il 1º gennaio 2009, l'azienda lancia la sua offerta di gas naturale.
Il 1º luglio 2011, la legge "NOME" ("Nouvelle Organisation du Marché de l'Électricité") nº 2010-1488 del 7 dicembre 2010 relativa alla nuova organizzazione del mercato dell'elettricità entra in vigore. Questa legge obbliga in particolare l'operatore storico EDF a rivendere ai suoi concorrenti quasi 1/4 della sua produzione di elettricità da fonte nucleare a una tariffa regolamentata: "accesso regolato all'elettricità nucleare storica" (ARENH).
Nel luglio 2011, la nuova società Impala SAS di Jacques Veyrat (ex PDG del gruppo Louis Dreyfus) recupera la partecipazione del gruppo Louis Dreyfus (35%) in Direct Énergie e prende quindi il controllo anche della filiale Neoen. Direct Énergie e Neoen diventano in seguito due società sorelle detenute dalla società madre Impala SAS.

### Fusione con Poweo
Il 30 settembre 2011, Direct Énergie annuncia l'acquisto per 36 milioni di euro del 46% del capitale dell'azienda concorrente Poweo (all'epoca detenuta dall'azienda austriaca Verbund). Direct Énergie diventa quindi il principale azionista di Poweo (Direct Énergie 46%, Ecofin 25%, Luxempart 10% e flottante 19%). L'11 luglio 2012, gli azionisti delle due aziende approvano la fusione per incorporazione di Direct Énergie da parte di Poweo, dando così nascita al gruppo "Poweo Direct Énergie". Questa fusione permette di creare il terzo operatore di energia in Francia (dopo EDF e GDF); inoltre le due società, fino a quel momento deficitarie, sperano di poter diventare redditizie con una base di più di un milione di clienti. Infine, il 25 giugno 2013, il gruppo "Poweo Direct Énergie" cambia di ragione sociale per ridiventare semplicemente "Direct Énergie".
Il 1º luglio 2014 la società inizia lo sviluppo all'estero e si lancia sul mercato dell'energia in Belgio, con la sua filiale chiamata Poweo. Inizialmente presente in Vallonia, la fornitura di gas e di elettricità è poi estesa a Bruxelles e alle Fiandre nel maggio 2015. Sempre nel 2015, il gruppo versa per la prima volta dei dividendi ai suoi azionisti.
Il 24 novembre 2015, la società, fino a quel momento quotata su "Alternext", passa sul mercato regolamentato di Euronext Paris. All'epoca la capitalizzazione azionaria si elevava a 775 milioni di euro.
Nel giugno 2017, Direct Énergie entra in negoziazione per l'acquisizione delle capacità di produzione di energia di Quadran, ovvero 363 MW e un portafoglio di progetti per 450 MW, per 303 milioni di euro, più un possible complemento di 113 milioni di euro. Direct Énergie aveva, prima di questa acquisizione, 2,2 milioni di clienti e 800 MW di produzione di elettricità, principalmente da centrali a gas. In questa occasione l'azienda ha realizzato una raccolta fondi di 130 milioni di euro, principalmente presso i suoi azionisti storici. Al 1º settembre 2017, l'azienda ottiene l'approvazione per gestire dei contratti di acquisto di elettricità rinnovabile in Francia, fino a 500 contratti per una potenza massima di 2 500 MW.

### Acquisto da Total
Nell'aprile 2018, Total, annuncia l'acquisto del 74 % di Direct Énergie presso i suoi principali azionisti, per 1,4 miliardi di euro. Nel luglio 2018, acquista il 73 % del capitale e lancia quindi un'offerta pubblica di acquisto sulle rimanenti azioni, valorizzando così l'azienda a 1,9 miliardi di euro ed a 2,5 miliardi di euro incluendovi il debito di Direct Énergie. Con 1,5 milioni di clienti detenuti in Francia ed in Belgio, a seguito dell'acquisizione di Lampiris (nel 2016, diventata poi Total Spring in Francia), i 2,6 milioni di clienti di Direct Énergie (in Francia e Belgio) portano Total al 1º posto tra i concorrenti di EDF in Francia, ma dietro Engie (che ha 4 milioni di clienti in Francia). Total punta ad avere più di 6 milioni di clienti in Francia al 2022, ovvero a passare dal 7 % del mercato dell'energia al 15 % in 5 anni.

## Attività

### Produzione di elettricità
Direct Énergie detiene, dal 1º gennaio 2016, la società 3CB che gestisce la centrale termoelettrica a ciclo combinato a gas naturale (CCGT) di Bayet (Allier), di una capacità installata di 408 MW (547 000 hp). La centrale fu costruita negli anni 2010 da Ansaldo Energia (su tecnologia Siemens) ed entrò in servizio nel 2011. Questa acquisizione rappresenta un primo passo nello sviluppo di un parco di produzione di elettricità di Direct Energie.
Direct Énergie detiene, dal 1º gennaio 2017, la società Marcinelle Energie (in precedenza di proprietà di Enel) che gestisce la centrale termoelettrica a ciclo combinato a gas naturale (CCGT) di Marcinelle, con una capacità installata di 400 MW (540 000 hp). La centrale, situata in Belgio in prossimità di Charleroi, fu costruita sulla base di una tecnologia Siemens-Ansaldo Energia, molto simile a quella di Bayet (Allier) ed è entrata in servizio nel 2012.
Nel febbraio 2012, Direct Énergie ha vinto, in partenariato con Siemens, una gara d'appalto per la costruzione di una centrale termoelettrica a ciclo combinato a gas naturale (CCGT) di una potenza di circa 400 MW (540 000 hp) da realizzare sul comune di Landivisiau (Finistère). La centrale sarà costruita e gestita dalla società Compagnie Électrique de Bretagne (CEB), creata da Direct Énergie e Siemens.
Direct Énergie ha finalizzato il 31 ottobre 2017 l'acquisizione di Quadran SAS, uno dei leader indipendenti di produzione di energia verde in Francia. Quest'acquisizione rinforza le capacità esistenti di produzione di elettricità, con l'integrazione di impianti eolici terrestri, solari, idraulici e a biogas, in Francia metropolitana e in oltremare. Il parco installato alla fine del 2016 era di più di 360 MW (480 000 hp) e dovrebbe raggiungere gli 800 MW (1 100 000 hp) entro la fine del 2018.
Nel 2017, Direct Énergie ha una capacità di produzione di energia da fonti termiche di 800 MW e ha prodotto 3 TWh di energia, mentre da fonti rinnovabili ha una capacità di 550 MW e ha prodotto 773 GWh di energia.

### Fornitura di energia
Nel 2004, Direct Énergie comincia l'attività di fornitura di energia, in Francia, a clienti "professionisti" (artigiani e commercianti) e nel 2007 la fornitura di energia è estesa ai clienti "privati"; nel 2009 il gruppo ha 500.000 clienti e nel 2012 1,1 milioni di clienti.
Nel 2014, con il marchio Poweo, l'attività di fornitura di energia è estesa al Belgio; a fine 2015 il gruppo conta 1,6 milioni di clienti e 2,1 milioni di clienti a fine 2016.
Al 31 dicembre 2017, Direct Énergie ha 2,6 milioni di clienti (tra privati e professionisti, elettricità e gas), ai quali ha fornito 22,6 TWh di energia (16 TWh di elettricità e 6,6 TWh di gas).
██ Impala SAS (33,19%)
██ AMS Industries (18,38%)
██ Lov Group Inves (5,48%)
██ EBM Trirhena AG (4,58%)
██ Luxempart (9,5%)
██ Crescendix SAS (3,73%)
██ Management (2,11%)
██ Flottante (22,18%)
██ Altri (0,84999999999999%)
██ Elettricità (2 005 000) (76,64%)
██ Gas (611 000) (23,36%)
██ CCGT (3.000 GWh) (79,51%)
██ ENR (773 GWh) (20,49%)

### Sponsorizzazioni
Dal 1º gennaio 2016, Direct Énergie è sponsor della squadra ciclistica professionistica su strada francese "SA Vendée Cyclisme", che porta quindi il nome di "Team Direct Energie" (codice UCI: TDE). La squadra ciclistica ("SA Vendée Cyclisme") fu fondata nel 2000 da Jean-René Bernaudeau e negli anni ha avuto nomi differenti, a seconda degli sponsors: Bonjour, Toupargel, La Boulangère, Bouygues Telecom, Europcar.